# Clonatge molecular
En biologia molecular, el clonatge o clonació molecular és un conjunt de mètodes experimentals que es fan servir per assemblar molècules d'ADN recombinant i per dirigir la seva replicació dins organismes hostes. L'ús de la paraula clonatge fa referència al fet que el mètode implica la replicació d'una molècula per produir una població de cèl·lules amb molècules d'ADN idèntic. El clonatge molecular generalment utilitza seqüències d'ADN de dos organismes diferents: l'espècie que és la font de l'ADN que ha de ser clonat, i l'espècie que servirà com l'amfitrió de per a la replicació de l'ADN recombinant. La síntesi artificial d'ADN també permet clonar seqüències sintètiques que han estat dissenyades pels investigadors. Els mètodes de clonatge molecular són centrals a moltes àrees contemporànies de la medicina i la biologia modernes.
En un experiment de clonatge molecular convencional, l'ADN que ha de ser clonat és obtingut a partir d'un organisme d'interès, llavors es tractat amb enzims en un tub d'assaig per generar fragments d'ADN més petits. Posteriorment, aquests fragments són combinats amb un vector d'ADN per generar molècules d'ADN recombinant. El qual és llavors introduït en un organisme amfitrió (típicament un que sigui una soca de laboratori, per exemple d'E. coli, i que sigui fàcil de fer créixer i també benigne). Això generarà una població d'organismes en els quals les molècules d'ADN recombinant són replicades juntament amb l'ADN amfitrió. Com que contenen fragments d'ADN estranger, aquests organismes s'anomenen transgènics o microorganismes genèticament modificats (OGM). Aquest procés aprofita el fet que un sol bacteri pot ser induït per captar i replicar una sola molècula d'ADN recombinant. Llavors aquest individu es pot reproduir de manera exponencial per generar una gran quantitat de bacteris fills, cadascun dels quals conté còpies de la molècula recombinant original. Per això, tant la població bacteriana resultat com i la molècula d'ADN recombinant s'anomenen "clons". En sentit estricte, ADN recombinant es refereix a molècules d'ADN, mentre clonatge molecular es refereix als mètodes experimentals utilitzats per unir aquestes molècules.

## Història
Abans de la dècada dels 70, la comprensió de la genètica i la biologia molecular estava severament limitada degut a la incapacitat d'aïllar i estudiar gens individuals d'organismes complexos. Això va canviar dramàticament amb l'adveniment de mètodes de clonatge molecular. Els microbiòlegs, amb l'objectiu d'entendre els mecanismes moleculars a través dels quals els bacteris reprimeixen el creixement dels bacteriòfags, van aïllar endonucleases de restricció, enzims que poden segmentar molècules d'ADN només quan s'uneixen a seqüències específiques d'ADN. Van demostrar que els enzims de restricció segmenten les molècules d'ADN de longitud cromosòmica en ubicacions específiques, i que cada un dels fragments específics obtinguts a partir de la molècula més gran pot ser purificat degut a les mides diferents dels fragments mitjançant fraccionament de mida. Utilitzant un segon enzim, l'ADN ligasa, els fragments generats pels enzims de restricció poden ser units formant noves combinacions, anomenades ADN recombinant. Recombinant els segments d'ADN d'interès amb un vector d'ADN, com ara bacteriòfags o plasmidis, els quals es repliquen a ells mateixos de manera natural a l'interior dels bacteris, grans quantitats de molècules d'ADN recombinant poden ser produïdes en cultius bacterians. Les primeres molècules d'ADN recombinant van ser generades i estudiades l'any 1972.

## Visió de conjunt
El clonatge molecular aprofita el fet que l'estructura química de l'ADN és bàsicament la mateixa en tots els éssers vius. Per tant, si qualsevol segment d'ADN de qualsevol organisme és inserit en un altre segment d'ADN que conté les seqüències moleculars requerires per la replicació de l'ADN, i l'ADN recombinant resultant és introduït en l'organisme del qual les seqüències de replicació havien estat obtingudes, llavors l'ADN estranger serà replicat juntament amb l'ADN de la cèl·lula amfitriona de l'organisme transgènic.
El clonatge molecular és semblant a la reacció de cadena de la polimerasa (PCR) en el sentit que permet la replicació d'una seqüència d'ADN específica. La diferència fonamental entre els dos mètodes és que el clonatge molecular implica la replicació de l'ADN en un ésser viu, mentre que la PCR replica l'ADN in vitro, lliure de cèl·lules.

## Passos del clonatge molecular
En experiments de clonatge moleculars estàndards, el clonatge de qualsevol fragment d'ADN implica essencialment set passos: (1) L'elecció de l'organisme amfitrió i el vector de clonatge, (2) La preparació del vector d'ADN, (3) La preparació de l'ADN que ha de ser clonat, (4) La creació de l'ADN recombinant, (5) La introducció de l'ADN recombinant en l'organisme amfitrió, (6) La selecció dels organismes que contenen l'ADN recombinant, (7) El triatge dels clons que contenen els fragments d'ADN desitjat i també les propietats biològiques desitjades.

### Elecció de l'organisme amfitrió i el vector de clonatge

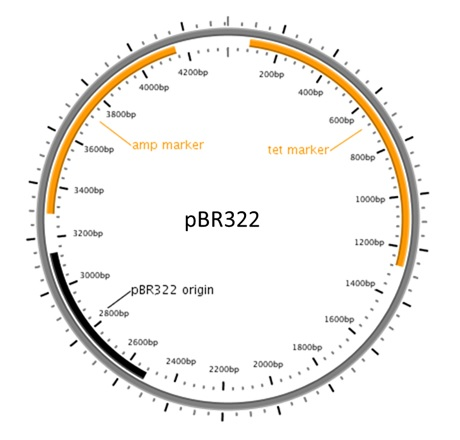
Esquema d'un plasmidi emprat amb freqüència pel clonatge molecular; pBR322. És una peça circular d'ADN de 4.361 bases. Hi són presents dos gens que confereixen resistència als antibiòtics ampicil·lina i tetraciclina, i un origen de replicació que l'amfitrió fa servir per replicar l'ADN.

Tot i que es poden fer servir un nombre molt gran d'organismes amfitrions i vectors de clonatge molecular, la gran majoria dels experiments de clonatge molecular comencen amb una soca de laboratori del bacteri E. coli i un plasmidi com a vector de clonatge. E. coli i els plasmidis es fan servir de forma habitual perquè són tècnicament sofisticats, versàtils, àmpliament disponibles, i permeten el creixement ràpid dels organismes recombinants amb un equipament mínim. Si l'ADN que ha de ser clonat és excepcionalment gran (de centenars de milers a milions de parells de bases), llavors se sol fer servir un cromosoma artificial bacterià o un cromosoma artificial de llevat.
Algunes aplicacions especialitzades poden requerir vectors amb sistemes especialitzats de l'amfitrió. Per exemple, si els experimentadors desitgen sintetitzar una proteïna particular en l'organisme recombinant, llavors es fa servir un vector d'expressió que conté els senyals apropiats per a la transcripció i la traducció en l'organisme amfitrió desitjat. Alternativament, si la replicació de l'ADN és en diverses espècies (per exemple, la transferència d'ADN de bacteris a plantes), llavors un vector d'amfitrió múltiple (també anomenat shuttle vector) pot ser seleccionat. Tanmateix, els experiments de clonatge molecular especialitzats normalment comencen clonant un plasmidi a un bacteri, i després es fa servir la tècnica del subcloning per a introduir el segment d'interès a un vector especialitzat.
Sigui quina sigui la combinació d'amfitrió i vector utilitzada, gairebé sempre el vector conté quatre segments d'ADN que són críticament importants per a la seva funció i utilitat experimental:
1. L'origen de replicació de l'ADN necessari pel vector (i les seves respectives seqüències recombinants) per replicar-se a l'interior de l'organisme amfitrió.
2. Un o més llocs de reconeixement d'endonucleases de restricció únics que serveixen com a llocs on l'ADN estranger pot ser introduït.
3. Un marcador gènic de selecció que es pot fer servir per aconseguir la supervivència de les cèl·lules que han captat el vector.
4. Un gen marcador que es pot fer servir per triar les cèl·lules que contenen l'ADN estranger.

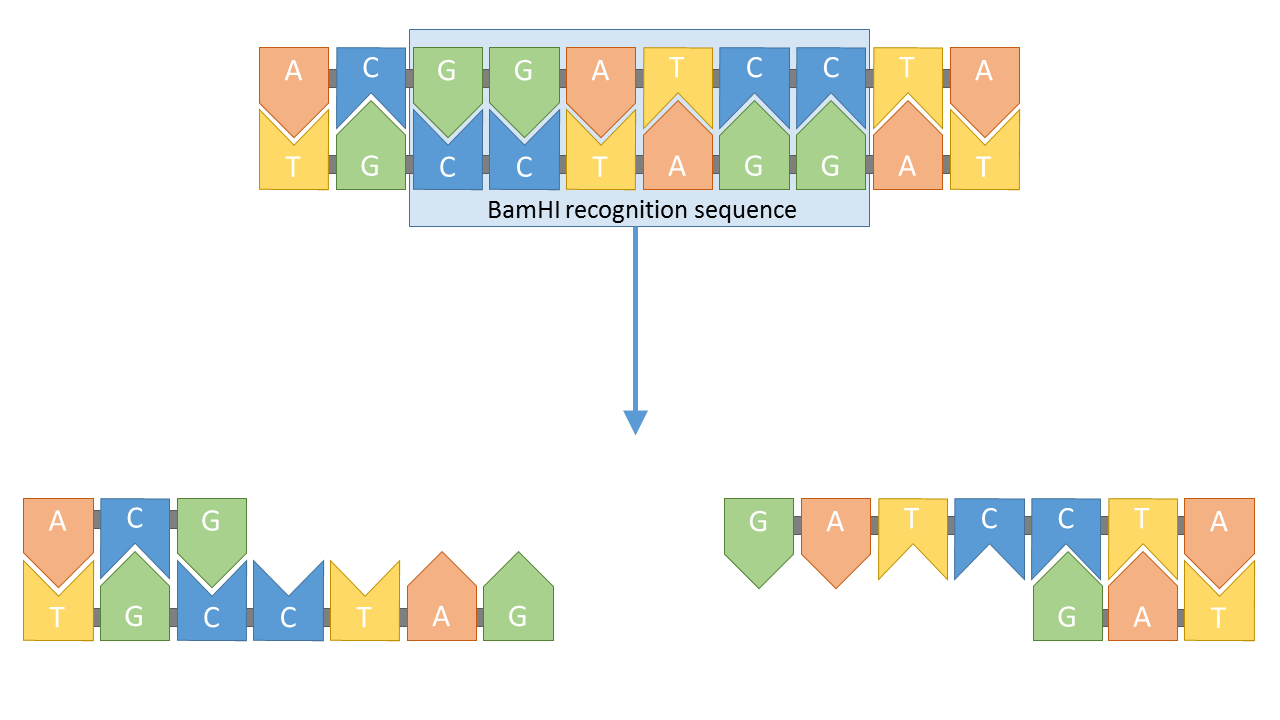
Segmentació d'una seqüència d'ADN que conté el lloc de restricció BamHI. L'ADN és segmentat a la seqüència palindròmica per tal de produir sticky ends

### Preparació de l'ADN vector
El vector de clonatge és tractat amb endonucleasa de restricció per tallar l'ADN al lloc on l'ADN estranger serà inserit. L'enzim de restricció és escollit per generar una configuració al lloc de segmentació que sigui compatible amb els finals de l'ADN estranger. Típicament, això es fa segmentant l'ADN del vector i l'ADN estranger amb el mateix enzim de restricció, per exemple EcoRI. Els vectors més moderns contenen múltiples llocs de restricció que hi són únics (de manera que el vector només pot ser segmentat a un sol lloc) i es troben a la seqüència d'un gen de manera que la seva inactivació serveix per identificar els organismes recombinants dels no-recombinants en etapes futures del procés. Per millorar la proporció d'organismes recombinants en comparació als no-recombinants, el vector segmentat pot ser tractat amb un enzim (fosfatasa alcalina) que desfosforila els finals de vector. Les molècules del vector amb els finals desfosforilats són incapaces de replicar-se, i la replicació només pot ser restaurada si l'ADN estranger és integrat al lloc de segmentació.

### Preparació de l'ADN que ha de ser clonat

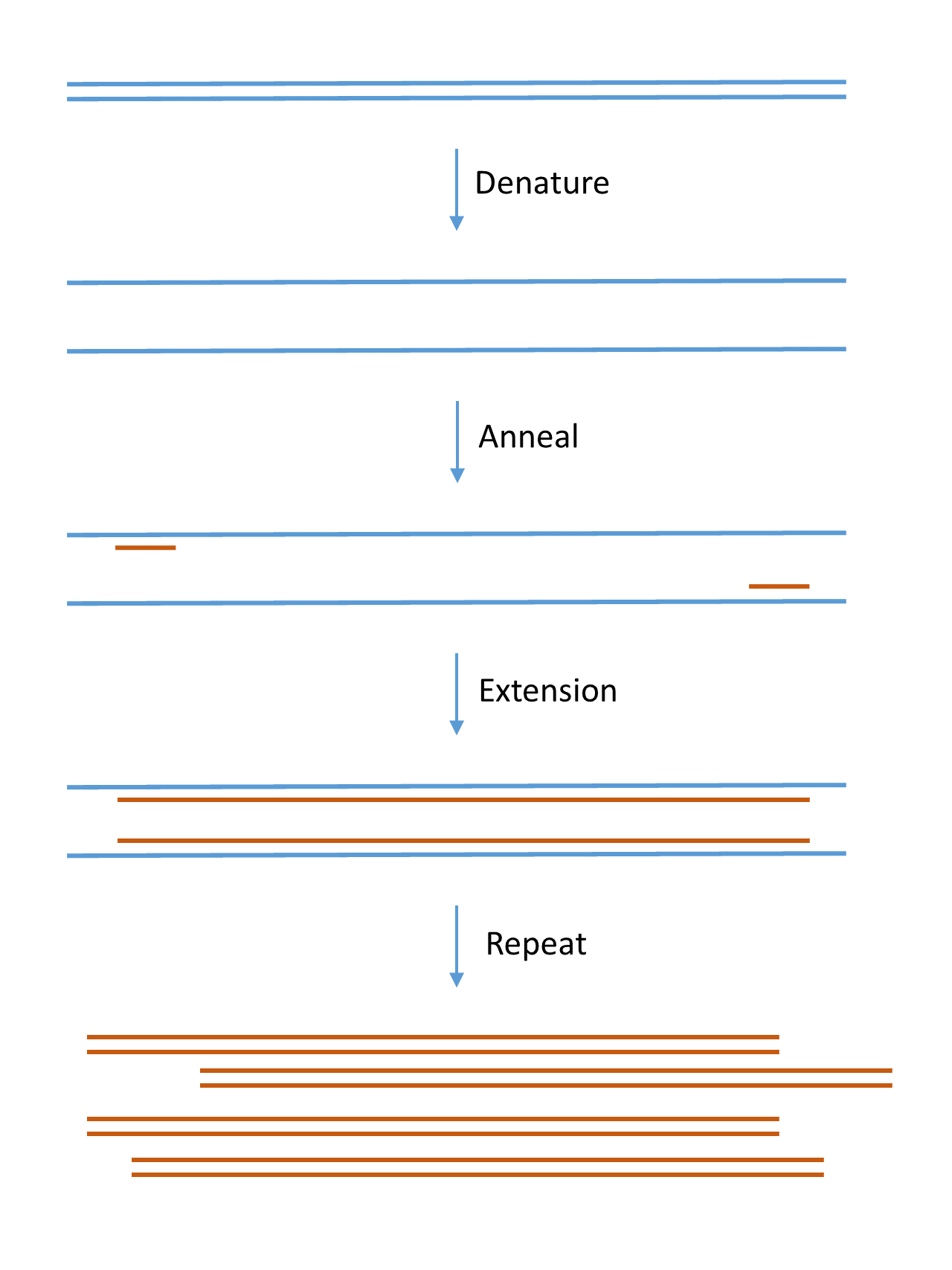
L'ADN que ha de ser clonat és generalment produït mitjançant PCR. L'ADN plantilla és barrejat amb nucleòtids (les unitats que conformen l'ADN), primers (peces curtes d'ADN de cadena senzilla complementàries a l'ADN plantilla) i una polimerasa d'ADN que construeix la nova cadena d'ADN. La barreja passa per cicles d'escalfament i refredament per produir grans quantitats d'ADN copiat

. Per clonar d'ADN genòmic, l'ADN que ha de ser clonat és extret de l'organisme d'interès. Teòricament qualsevol font de teixit pot ser utilitzada (fins i tot teixits d'animals extints), sempre que l'ADN no hagi estat extensament degradat. L'ADN és llavors purificat utilitzant mètodes senzills per eliminar la contaminació de proteïnes (extracció amb fenol), ARN (ribonucleasa) i molècules més petites (precipitació i/o cromatografia). Els mètodes de reacció en cadena de la polimerasa (PCR) són sovint utilitzats per l'amplificació de seqüències específiques d'ARN o ADN (RT-PCR) prèviament al clonatge molecular.
L'ADN pel clonatge també pot ser obtingut a partir d'ARN fent servir transcriptasa inversa (ADN complementari o clonatge a partir de cDNA), o a partir d'ADN sintètic (síntesi artificial de gens). El clonatge a partir de cDNA és normalment utilitzat per obtenir clons representatius de la població de ARNm de les cèl·lules d'interès, mentre que l'ADN sintètic serveix per obtenir qualsevol seqüència precisa definida pel dissenyador.
L'ADN purificat és llavors tractat amb un enzim de restricció per generar fragments amb els finals capaços de ser enllaçats als del vector. Si és necessari, segments curts d'ADN bicatenari (linkers) contenint llocs de restricció poden ser afegits per crear estructures finals que són compatibles amb el vector.

### Creació de l'ADN recombinant amb ADN-ligasa
La creació de l'ADN recombinant és per diverses raons el pas més senzill del procés de clonatge molecular. L'ADN preparat a partir del vector i el fragment d'ADN estranger són senzillament barrejats amb les concentracions apropiades i exposats a l'acció d'un enzim, (ADN-ligasa), que uneix covalentment els finals. Aquesta reacció d'unió és sovint anomenada lligació. La mescla resultant és llavors a punt per a la seva introducció a l'organisme amfitrió.
L'ADN-ligasa només reconeix i actua sobre els finals de molècules d'ADN lineal, normalment resultant en una mescla complexa de molècules d'ADN amb finals units a l'atzar. Els productes desitjats (ADN vector covalentment enllaçat a l'ADN estranger) hi són presents, però normalment altres seqüències (p. ex. ADN estranger enllaçat a ell mateix, ADN vector enllaçat a ell mateix i combinacions de múltiples vectors i fragments d'ADN estranger en una única molècula d'ADN) també hi són presents. Aquesta mescla complexa és triada en els passos subsegüents del procés de clonatge, després que la mescla d'ADN sigui introduïda a les cèl·lules.

### Introducció de l'ADN recombinanta l'organisme amfitrió
La mescla d'ADN, que ha estat manipulada in vitro, és ara introduïda a una cèl·lula viva, l'organisme amfitrió. Els mètodes fets servir per aconseguir introduir l'ADN a les cèl·lules són variats, i el nom d'aquest pas del procés de clonatge molecular sovint depèn del mètode experimental emprat (p. ex. transformació, transducció, transfecció, electroporació).
Quan els microorganismes són capaços de captar i replicar l'ADN del seu entorn, el procés és anomenat transformació, i les cèl·lules que es troben en un estat fisiològic tal que poden captar ADN s'anomenen competents. En cultius de cèl·lules mamíferes, el procés anàleg d'introduir ADN a les cèl·lules és generalment anomenat transfecció. Tant la transformació com la transfecció normalment requereixen la preparació prèvia de les cèl·lules a través d'un règim de creixement especial i un tractament químic que varia segons l'espècie i tipus de cèl·lules que són utilitzats.
L'electroporació fa servir polsos elèctrics d'alt voltatge per traspassar ADN a través de la membrana cel·lular (i també la paret cel·lular, si hi és present). En canvi, la transducció implica l'embalatge d'ADN en partícules derivades de virus per introduir l'ADN encapsulat a la cèl·lula a través d'un procés que s'assembla a la infecció vírica. Tot i que l'electroporació i la transducció són mètodes altament especialitzats, són segurament els mètodes més eficaços per introduir ADN a les cèl·lules.

### Selecció dels organismes que contenen les seqüències del vector
Sigui quin sigui el mètode utilitzat, la introducció d'ADN recombinant a l'organisme amfitrió escollit és normalment un procés d'eficàcia baixa; és a dir, només una petita fracció de les cèl·lules capten l'ADN. Els científics experimentals tracten aquest problema a través d'un pas de selecció genètica artificial, en què les cèl·lules que no han captant l'ADN moren de manera selectiva, i només aquelles cèl·lules que poden replicar activament l'ADN recombinant que conté el marcador gènic de selecció codificat pel vector són capaces de sobreviure.
Quan les cèl·lules bacterianes són utilitzades com a organismes amfitrions, el marcador de selecció és normalment un gen que confereix resistència a un antibiòtic que altrament mataria les cèl·lules, com per exemple ampicil·lina. Les cèl·lules que contenguin el plasmidi sobreviuran quan siguin exposades a l'antibiòtic, mentre que les que han estat incapaces de captar el plasmidi moriran. Quan les cèl·lules mamíferes (p. ex. cèl·lules humanes o de ratolí) són utilitzades, es fa servir una estratègia similar, però en aquest cast el marcador de selecció (típicament codificat com una part del casset kanMX) confereix resistència a l'antibiòtic geneticina.

### Triatge de clons amb els fragments d'ADN i les propietats biològiques desitjats
Els vectors de clonatge bacterians moderns (p. ex. pUC19 i els seus derivats més tardans incloent-hi el vectors pGEM) utilitzen el sistema de triatge blau-blanc per distingir colònies (clons) de cèl·lules transgèniques de les que contenen el vector parental (és a dir, l'ADN vector sense la seqüència recombinant inserida). En aquests vectors, l'ADN estranger és inserit a una seqüència que codifica una part essencial de la beta-galactosidasa, un enzim l'activitat del qual resulta en la formació de colònies de color blau en el medi de cultiu fet servir. La inserció de l'ADN estranger a la seqüència de codificació de la beta-galactosidasa impossibilita la funció de l'enzim, de manera que les colònies que contenen l'ADN transformat romanen incolores (blanques). Per tant, els experimentadors són capaços d'identificar fàcilment els clons bacterians transgènics i continuar els estudis, i ignorar els que no contenen l'ADN recombinant.
La població total de clons individuals obtinguts en un experiment de clonatge molecular és sovint anomenada una genoteca. Les genoteques poden ser altament complexes (quan es clona la totalitat de l'ADN genòmic d'un organisme) o relativament senzilles (quan s'insereix un fragment d'ADN anteriorment clonat a un plasmidi diferent), però és gairebé sempre necessari examinar un nombre de clons diferents per tal d'assegurar que l'ADN recombinant desitjat és obtingut. Això es pot aconseguir a través d'una gamma molt ampla de mètodes experimentals, incloent-hi l'ús d'hibridacions d'àcid nucleic, transferència Western, reacció en cadena de la polimerasa, anàlisi de fragment de restricció i/o seqüenciació de l'ADN.

## Aplicacions
El clonatge molecular proporciona als científics una quantitat essencialment il·limitada de qualssevol segment d'ADN individual derivat de qualsevol genoma. Aquest material pot ser utilitzat per a una àmplia gamma de propòsits, incloent-hi tant aquells bàsics com els referent a la biologia aplicada.

### Organització i expressió gènica
El clonatge molecular ha comportat directament l'elucidació de la seqüència d'ADN completa dels genomes d'un nombre molt gran d'espècies i a una exploració de la diversitat genètica de cada espècie individual, feina que ha estat feta majoritàriament determinant la seqüència d'ADN d'un nombre de fragments del genoma clonats a l'atzar, i assemblant les seqüències mitjançant superposició.
Al nivell de gens individuals, els clons moleculars solen generar sondes que són utilitzades per examinar la manera com els gens són expressats, i com l'expressió està relacionada amb altres processos biològics, incloent-hi l'entorn metabòlic, els senyals extracel·lulars, el desenvolupament, l'aprenentatge, la senescència i la mort cel·lular. Els gens clonats també poden proporcionar eines per examinar la funció biològica i la importància de gens individuals, i permeten als científics inactivar els gens, o fer mutacions més subtils fent servir mutagènesi regional o mutagènesi dirigida.

### Producció de proteïnes recombinants
Obtenir el clon molecular d'un gen pot encaminar al desenvolupament d'organismes que produeixin la proteïna del gen clonat, anomenada proteïna recombinant. A la pràctica, és freqüentment més difícil desenvolupar un organisme que produeixi una forma activa de la proteïna recombinant en les quantitats desitjables que no pas clonar el gen. Això és degut al fet que els senyals moleculars necessaris per a l'expressió gènica són complexos i variables, i també perquè el plegament de la proteïna, la seva estabilitat i el seu transport poden ser molt desafiadors.
Moltes proteïnes estan actualment disponibles com a recombinants: (1) proteïnes l'administració de les quals pot corregir un gen defectuós o mal expressat (p. ex. factor VIII recombinant, un factor coagulant deficient en algunes formes d'hemofília, i insulina recombinant, utilitzada per tractar algunes formes de diabetis), (2) proteïnes que poden ser administrades per assistir una emergència que posi en perill la vida (p. ex. activador del plasminogen tissular, utilitzat per tractar cops), (3) subunitats recombinants de vacunes, amb les quals una proteïna purificada pot servir per immunitzar pacients contra malalties contagioses, sense exposar-los a l'agent contagiós (p. ex. vacuna de l'hepatitis B), i (4) proteïnes recombinants com a estàndard per proves de diagnòstic.

### Organismes transgènics
Una vegada caracteritzats i manipulats per proporcionar senyals per l'expressió apropiada, els gens clonats poden ser inserits a organismes, generant organismes transgènics, també anomenats organismes modificats genèticament (OMGs). Tot i que la majoria d'OMGs són generats amb propòsits de recerca bàsica en el camp de la biologia (per exemple, ratolí transgènic), un cert nombre d'OMGs ha estat desenvolupat per l'ús comercial, variants d'animals i plantes que produeixen fàrmacs o altres compostos (pharming), cultius resistents als herbicides, i peixos tropicals fluorescents (GloFish) com a entreteniment familiar.

### Teràpia gènica
La teràpia gènica implica subministrar un gen funcional a les cèl·lules que no tenen tal funció, amb l'objectiu de corregir un desordre genètic o una malaltia adquirida. En termes generals, la teràpia gènica pot ser dividida en dues categories. La primera és alteració de cèl·lules germinals, és a dir, espermatozoides o òvuls, la qual resulta en un canvi genètic permanent en la totalitat del nou organisme i la seva descendència. Aquesta “teràpia gènica de línia germinal” és considerada per molts poc ètica en el cas dels éssers humans. El segon tipus de teràpia gènica, “teràpia gènica de cèl·lules somàtiques”, és anàlega a un trasplantament d'òrgan. En aquest cas, un o més teixits específics són l'objectiu pel tractament directe o per l'extracció del teixit, l'addició del gen terapèutic, i els retorn de les cèl·lules tractades al pacient. Els assaigs clínics de teràpia gènica de cèl·lules somàtiques van començar en la darreria de la dècada dels 90, majoritàriament pel tractament de càncers i malalties de la sang, fetge, i pulmons.
Malgrat una gran publicitat i promeses, la història de la teràpia gènica humana ha estat caracteritzada per l'èxit relativament limitat. L'efecte d'introduir un gen a les cèl·lules sovint causa un alleujament parcial i/o transitori dels símptomes de la malaltia tractada. Alguns pacients d'assajos de teràpia gènica han patit conseqüències adverses d'aquest tractament, fins i tot la mort. En alguns casos, els efectes adversos resulten en l'alteració de gens essencials del genoma del pacient per desactivació per inserció. En d'altres, els vectors virals utilitzats per a la teràpia gènica han estat contaminats amb virus contagiosos. Malgrat tot, la teràpia gènica encara es manté com un camp d'estudi prometedor pel futur de la medicina, i és un camp d'estudi on hi ha un nivell significatiu de recerca i desenvolupament.